# Parafia Concordia
Parafia Concordia (ang. Concordia Parish, fr. Paroisse de Concordia) – parafia cywilna w stanie Luizjana w Stanach Zjednoczonych. Obszar całkowity parafii obejmuje powierzchnię 747,30 mil2 (1 935,51 km²). Według danych z 2010 r. parafia miała 20 822 mieszkańców. Parafia powstała 10 kwietnia 1807, a jej nazwa po łacinie oznacza harmonię. Pochodzenie nazwy nie jest do końca znane, może ona pochodzić od wczesnego nadania terenu zwanego Nową Concordią, może też pochodzić od ugody osiągniętej przez władze lokalne na wzajemnym przekazaniu niewolników, lub też może pochodzić od dworu o nazwie Concord, który był własnością hiszpańskiego gubernatora.

## Sąsiednie parafie / hrabstwa
- Parafia Tensas (północ)
- Hrabstwo Adams (Missisipi) (północny wschód)
- Hrabstwo Wilkinson (Missisipi) (wschód)
- Parafia West Feliciana (południowy wschód)
- Parafia Pointe Coupee (południe)
- Parafia Avoyelles (południowy zachód)
- Parafia Catahoula (zachód)

## Miasta
- Clayton
- Ferriday
- Ridgecrest
- Vidalia

## CDP
- Minorca
- Monterey
- Spokane